# Raikî, Rozdilna
Raikî (în ucraineană Райки) este un sat în comunei Novoborîsivka din raionul Rozdilna, regiunea Odesa, Ucraina.

## Demografie
Componența lingvistică a localității Raikî
     Ucraineană (87,96%)
     Rusă (5,56%)
     Română (5,56%)
     Alte limbi (0,93%)
Conform recensământului din 2001, majoritatea populației localității Raikî era vorbitoare de ucraineană (87,96%), existând în minoritate și vorbitori de rusă (5,56%) și română (5,56%).